# Carlotta Maggiorana
Carlotta Maggiorana (Montegiorgio, 3 de enero de 1992) es una actriz y modelo italiana.
Ganadora de la edición número 79 del concurso de belleza Miss Italia, donde participó con la banda de Miss Marcas.

## Biografía
Nació en Montegiorgio en 1992, en la provincia de Fermo (región de Marcas). En 2002, se mudó a Roma para estudiar en la Academia Nacional de Danza.
En 2011, comenzó como actriz, interpretando pequeños papeles en The Tree of Life y I soliti idioti - Il film. En 2017, actuó en la última serie de The onore e il rispetto, en Canale 5.
El 18 de septiembre de 2018, con el título de Miss Marches, fue elegida Miss Italia. Casada desde 2017 con Emiliano Pierantoni, es la primera miss en ganar estando casada y es la cuarta Miss Italia proveniente de las Marcas.

## Filmografía

### Filmes
- 2011: El árbol de la vida, dir.: Terrence Malick
- 2011: I soliti idioti - Il film, dir.: Enrico Lando
- 2012: I 2 soliti idioti, dir.: Enrico Lando
- 2013: Un fantastico via vai, dir.: Leonardo Pieraccioni

### Televisión
- 2012: S.P.A. – sitcom
- 2017: L'onore e il rispetto - Ultimo capitolo (serial TV)
- 2020: Grande Fratello VIP - Concursante

### Videoclipes
- 2011: Behind You, Magdalen Graal